# Fabio Carta
Fabio Carta (n. 6 octombrie 1977, Torino, Italia) este un sportiv ce a reprezentat Italia, medaliat olimpic. A participat la 3 ediții ale Jocurilor Olimpice (1998, 2002, 2006) în care a câștigat o medalie de argint.